# 기학 (책)
《기학》(氣學)은 혜강(惠崗) 최한기(崔漢綺)가 1857년에 지은 책이다. 기(氣)사상을 중심으로 다루고 있고, 궁극적으로 우주의 생성 원리를 말하고 있다.

## 번역서 및 연구서
- 최한기, 《기학:19세기 한 조선인의 우주론》 (손병욱 역, 통나무, 2004)
  - 김용옥, 《독기학설》
  - 야규 마코토, 《최한기 기학 연구》